# 圣莱热欧布瓦
圣莱热欧布瓦（法語：Saint-Léger-aux-Bois，法語發音：[sɛ̃ leʒe o bwa]）是法国瓦兹省的一个市镇，属于贡比涅区。

## 地理
圣莱热欧布瓦（49°28'45"N, 2°57'7"E）面积8.3 平方千米，位于法国上法蘭西大區瓦兹省，该省份为法国北部内陆省份，北起索姆省，西接厄尔省和滨海塞纳省，南至塞纳-马恩省和瓦兹河谷省，东临埃纳省。
与圣莱热欧布瓦接壤的市镇（或旧市镇、城区）包括：巴伊、蒙马克、潘普雷、勒普莱西布里永、特拉西勒蒙。

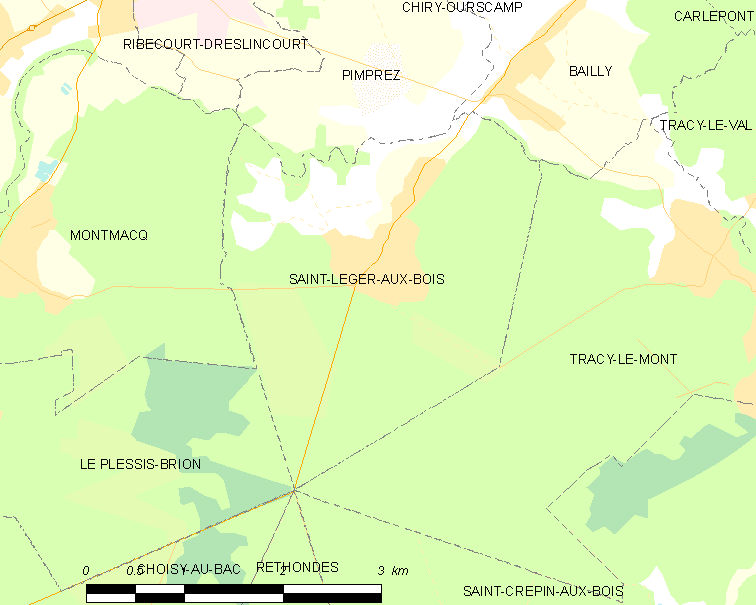
圣莱热欧布瓦的OSM定位图

圣莱热欧布瓦的时区为UTC+01:00、UTC+02:00（夏令时）。

## 行政
圣莱热欧布瓦的邮政编码为60170，INSEE市镇编码为60582。

## 政治
圣莱热欧布瓦所属的省级选区为图罗特县。

## 人口

1962-2008年间圣莱热欧布瓦人口变化图示

圣莱热欧布瓦于2022年1月1日时的人口数量为743人。